# 林村 (石川県)
林村（はやしむら）は、石川県石川郡に存在した村。
村名の由来は、江戸時代におけるこの地の呼称「林郷（林組）」による。

## 地理
- 現在の白山市の中部、旧・鶴来町の北部に位置。
- 東側は、倉ヶ岳などの麓の山地に当たる。
- 当時は米など穀物生産が中心だった。
- 河川：高橋川、曽谷大谷川

## 歴史
- 1889年（明治22年）4月1日 - 町村制の施行により、部入道村、熱野村、曽谷村、知気寺村、荒屋村、道法寺村及び坂尻村の区域をもって、林村が発足する。
- 1915年（大正4年）6月22日 - 石川電気鉄道（現・北陸鉄道石川線）が開通、当村内に曽谷駅、道法寺駅を開設。
- 1950年（昭和25年）4月1日 - 村立林中学校が蔵山村立蔵山中学校と共に鶴来町立鶴来中学校と統合、鶴来町外2ヶ村中学校組合立鶴来中学校（現・白山市立鶴来中学校）となる。
- 1954年（昭和29年）11月1日 - 鶴来町、一ノ宮村、蔵山村、林村及び舘畑村が合併して、改めて鶴来町が発足する。7大字は鶴来町の町名に継承[1]。

## 教育
- 林村立林小学校

（鶴来町合併後は鶴来町立。1963年（昭和38年）4月に舘畑小学校、蔵山小学校と統合し、鶴来町立北小学校（現・白山市立明光小学校）が創立されたため閉校。校舎は1966年（昭和41年）に新校舎が落成するまで北小学校舘畑教場として存続。なお、1982年（昭和57年）4月に鶴来町立（現・白山市立）広陽小学校の開校により、部入道町、熱野町、曽谷町、知気寺町、荒屋町と道法寺町、坂尻町の各一部は同小学校の学区となる。）

## 交通

### 鉄道路線
（当村廃止時点のもの）
- 北陸鉄道
  - 石川線： （白菊町・野町方面 ← ） - 曽谷駅 - 道法寺駅 - （ → 鶴来・白山下方面）